# Jaye Davidson
Jaye Davidson (* 21. März 1968 in Riverside in Kalifornien als Alfred Amey) ist ein in den USA geborener britischer Schauspieler und Model.

## Biografie
Seine Mutter stammt aus England und sein Vater aus Ghana. Als er zweieinhalb Jahre alt war, zog er mit seiner Familie nach Hertfordshire in England, wo er in einer mittelständischen weißen Umgebung aufwuchs. Seine Eltern trennten sich, als er noch sehr jung war. Jaye blieb bei seiner Mutter und wurde römisch-katholisch erzogen. Er brach die Schule mit 16 Jahren ab und verdiente sein Geld mit Gelegenheitsjobs – unter anderem als Friseur und Model. Sein Wunsch war es immer, Modedesigner zu werden.
Jaye Davidson wurde auf der Abschlussparty zu den Dreharbeiten von Derek Jarmans Film Edward II (1991) für eine der Hauptrollen in Neil Jordans Film The Crying Game entdeckt. Kurz zuvor hatte er seinen letzten Job bei den in Konkurs gegangenen Modedesignern David und Elizabeth Emanuel verloren, die unter anderem das Brautkleid für Diana Spencers Hochzeit mit Prinz Charles entworfen hatten. Laut eigener Aussage war Jaye Davidson anfangs von der Schauspielerkarriere wenig begeistert, wegen seiner finanziellen Notlage jedoch darauf angewiesen. The Crying Game wurde 1992 ein großer Erfolg und brachte ihm 1993 sogar eine Nominierung für den Oscar als bester Nebendarsteller ein. Danach blieben jedoch weitere Angebote aus.
1994 – inzwischen wieder mittellos – spielte er die Rolle des Ra in Roland Emmerichs Stargate neben Kurt Russell und James Spader, was ihm nach seiner Aussage eine Million Dollar einbrachte. 1994 trat er in der TV-Produktion Jiggery Pokery (mit Ute Lemper und Siobhan Fahey) auf und war 1996 in Catwalk zu sehen, einem bereits 1993 gedrehten Dokumentarfilm über drei Arbeitswochen des Models Christy Turlington. Danach arbeitete er nicht mehr als Schauspieler, abgesehen von einer Rolle in dem Kurzfilm The Borghilde Project von 2009.
Davidson lebt offen schwul. Zu Beginn der 90er Jahre sagte er über sich, dass ihn sein androgynes Aussehen der Schwulenszene entfremden würde. „Homosexuelle Männer mögen maskuline Männer. Und ich bin keine maskuline Person. Ich bin ziemlich dünn. Ich habe langes Haar, was bei schwulen Männern nicht sehr gut ankommt.“ Später veränderte er sich hin zu einem maskulineren Aussehen durch Glatze, Tätowierungen und eine muskulösere Statur.

## Filmografie
- 1992: The Crying Game
- 1994: Stargate
- 1994: Jiggery Pokery (Fernsehfilm)
- 1996: Catwalk (Dokumentation)
- 2009: The Borghilde Project (Kurzfilm)